# Branislav Stankovič
Branislav Stankovič (* 30. května 1965 Piešťany) je bývalý slovenský tenista.
Od šestnácti let byl hráčem Slovanu Bratislava. Jeho nejlepším umístěním na žebříčku bylo 86. místo ve dvouhře (prosinec 1987) a 126. místo ve čtyřhře (červenec 1991). V letech 1988 a 1992 postoupil do druhého kola wimbledonské dvouhry a v roce 1989 hrál s Miloslavem Mečířem třetí kolo čtyřhry na French Open. Vyhrál turnaj ATP Challenger Tour v Istanbulu v roce 1987 a spolu s Karlem Nováčkem se stal vítězem čtyřhry na Škoda Czechoslovak Open 1992.
Byl členem juniorského týmu Československa, který v roce 1984 vyhrál Galeův pohár. V roce 1987 získal spolu s Richardem Vogelem zlatou medaili ve čtyřhře na Univerziádě v Záhřebu. V roce 1994 odehrál za slovenský daviscupový tým pět zápasů ve čtyřhře, všechny vítězné. Profesionální kariéru ukončil v roce 1995.
Trénoval Karola Kučeru, Jána Krošláka a Karin Habšudovou a byl ředitelem turnaje Poprad-Tatry ATP Challenger Tour. V roce 2014 byl uveden do Síně slávy slovenského tenisu.